# Ministère des Affaires numériques (république de Chine)
Pour les articles homonymes, voir Ministère des Affaires numériques.
Le ministère des Affaires numériques (officiellement en anglais : Ministry of Digital Affairs (MODA), en chinois traditionnel : 數位發展部 ; pinyin : Shùwèi fāzhǎn bù) est un des ministères de la branche exécutive du gouvernement de la république de Chine (en), chargé des affaires liées à l'économie numérique.

## Histoire
La mise en place d'un ministère des Affaires numériques est envisagée par la branche exécutive du gouvernement, avec une entrée en service effective à l'été 2022. Sa mission est d'« intégrer les politiques relatives aux télécommunications, à l'information, à la cybersécurité, à l'Internet et aux industries de la communication afin de faciliter le développement numérique » national. Audrey Tang, occupant le poste de ministre sans portefeuille, chargée du Numérique, depuis le 1er octobre 2016, est désignée pour occuper le poste de ce nouveau ministère à partir du 27 août 2022.